# Tajuria sebonga
Tajuria sebonga är en fjärilsart som beskrevs av Robert Christopher Tytler 1915. Tajuria sebonga ingår i släktet Tajuria och familjen juvelvingar. Inga underarter finns listade i Catalogue of Life.